# IFAF CEI Interleague 2013
La IFAF CEI Interleague 2013 è stata la 3ª edizione dell'omonimo torneo europeo di football americano, organizzato dalla IFAF Europe. Con i 4 team partecipanti la formula del campionato prevede un girone da cui si qualificano due squadre per la finale.
Ha avuto inizio il 20 aprile e si è conclusa il 7 luglio con la finale di Topoľčany vinta per 21-17 dagli slovacchi Bratislava Monarchs sui connazionali Topoľčany Kings.

## Squadre partecipanti
| Club                | Città      | Stadio | Sponsor ufficiale | Risultato nella stagione 2012                             |
| ------------------- | ---------- | ------ | ----------------- | --------------------------------------------------------- |
| Bratislava Monarchs | Bratislava |        |                   | Vicecampioni IFAF CEI Interleague; campioni di Slovacchia |
| Budapest Hurricanes | Budapest   |        |                   | Vicecampioni d'Ungheria                                   |
| Topoľčany Kings     | Topoľčany  |        |                   |                                                           |
| Újbuda Rebels       | Újbuda     |        |                   |                                                           |

## Stagione regolare

### Calendario

#### 1ª giornata
| Bratislava 20 aprile 2013 | Bratislava Monarchs | 35 – 33 (d.t.s.) (7-6 12-7 0-7 8-7 8-6) | Budapest Hurricanes | Istrochem Stadion (450 spett.) |

| Budapest 20 aprile 2013 | Újbuda Rebels | 7 – 57 | Topoľčany Kings | Vasas Sportcentrum |

#### 2ª giornata
| 11 maggio 2013 | Újbuda Rebels | 19 – 14 (0-7 7-0 6-0 6-7) | Bratislava Monarchs | (50 spett.) |

| Budapest 11 maggio 2013 | Budapest Hurricanes | 13 – 20 (7-7 0-7 0-6 6-0) | Topoľčany Kings | Építők Sporthostel |

#### 3ª giornata
| 25 maggio 2013 | Bratislava Monarchs | 37 – 12 (14-0 14-6 7-0 2-6) | Újbuda Rebels |  |

| Topoľčany 26 maggio 2013 | Topoľčany Kings | 31 – 41 (7-14 6-21 6-0 12-6) | Budapest Hurricanes | MFK Topoľčany |

#### 4ª giornata
| Budapest 8 giugno 2013 | Budapest Hurricanes | 13 – 14 (0-7 7-7 6-0 0-0) | Bratislava Monarchs | Építők Sporthostel (80 spett.) |

| Topoľčany 9 giugno 2013 | Topoľčany Kings | 20 – 0 (a tavolino) | Újbuda Rebels | MFK Topoľčany |

#### 5ª giornata
| Bratislava 21 giugno 2013, ore 14:00 | Bratislava Monarchs | 6 – 14 | Topoľčany Kings | Istrochem Stadion |

| Budapest 22 giugno 2013 | Budapest Hurricanes | 55 – 36 | Újbuda Rebels | Építők Sporthostel |

### Classifica
La classifica della regular season è la seguente:
- PCT = percentuale di vittorie, G = partite giocate, V = partite vinte, P = partite perse, PF = punti fatti, PS = punti subiti
- La qualificazione alla finale è indicata in verde

| Pos. | Squadra             | PCT   | G | V | P | PF  | PS  |
| ---- | ------------------- | ----- | - | - | - | --- | --- |
| 1    | Topoľčany Kings     | 0.800 | 5 | 4 | 1 | 142 | 67  |
| 2    | Bratislava Monarchs | 0.600 | 5 | 3 | 2 | 106 | 91  |
| 3    | Budapest Hurricanes | 0.400 | 5 | 2 | 3 | 155 | 136 |
| 4    | Újbuda Rebels       | 0.200 | 5 | 1 | 4 | 74  | 183 |

## Finale
| Topoľčany 7 luglio 2013, ore 15:00 | Topoľčany Kings | 17 – 21 (0-7 17-0 0-0 0-14) referto | Bratislava Monarchs | MFK Topoľčany |

## Verdetti
- Bratislava Monarchs Campioni CEI Interleague 2013